# Kecamatan Sapuran (distrikt i Indonesien, lat -7,47, long 109,98)
Kecamatan Sapuran är ett distrikt i Indonesien.   Det ligger i provinsen Jawa Tengah, i den västra delen av landet, 400 km öster om huvudstaden Jakarta.